# Chaetodipus californicus
Chaetodipus californicus — вид нічних гризунів, які ведуть переважно одиночний спосіб життя, родини Heteromyidae.

## Розповсюдження
Chaetodipus californicus походить з Каліфорнії на заході Сполучених Штатів і північної частини штату Нижня Каліфорнія на північному заході Мексики. Він зустрічається в таких місцях існування, як каліфорнійський чапараль і ліси, у Південній Каліфорнії по всій Південній Сьєрра-Неваді, узбережжях Південної Каліфорнії та поперечних хребтах; і в Південній Каліфорнії та на півночі Нижньої Каліфорнії в півострівних хребтах.

## Морфологічна характеристика
Із загальною довжиною від 190 до 235 мм, включаючи хвіст від 103 до 143 мм і вагою від 16 до 21 г, вид є досить великим у своєму роді. Довжина вух — від 9 до 14 мм. Волоски верхньої частини щетинистого хутра мають жовті та чорні ділянки, що створює плямистий коричневий вигляд. Хутро з нижнього боку біло-жовте. Типовою ознакою є шипоподібне волосся на кінчиках. На хвості нижня сторона світліша, на кінчику є пензлик. У каліфорнійської кишенькової мишки голі підошви.

## Спосіб життя
Цей гризун не впадає в сплячку і активний вночі. У холодну погоду він стає млявим і харчується травою, гілочками, листям, насінням рослин і травами, такими як шавлія, разом із невеликою кількістю комах. Додаткова вода не потрібна. Chaetodipus californicus в основному тримається на землі, іноді забирається в кущі. Поза сезоном розмноження з квітня по липень особини живуть окремо. Самиці мають один або два виводки з двома — сімома новонародженими на рік.